# Alex Wright
Alex Wright (født 17. maj 1975) er en tysk fribryder, som er bedst kendt for sin karriere i World Championship Wrestling, hvor han er tidligere Cruiserweight-mester, TV mester og Tag Team mester. 